# Zwolennicy Wielkiej Rumunii
Zwolennicy Wielkiej Rumunii (rum. Partizanii României Mari) – rumuńska organizacja antykomunistyczna w rumuńskiej części Banatu w latach 1948–1949.

## Opis
Organizacja została utworzona we wrześniu 1948 r. w Timișoarze przez miejscowego urzędnika Ioana Tănase. Głównym przejawem jej działalności było rozkolportowanie ok. 1 tys. ulotek antyrządowych w Bukareszcie, Aradzie i Timișoarze. 13 stycznia 1949 r. skontaktowano się z grupą zbrojną Teodora Ungureanu, działającą w rejonie Aradu, planując zajęcie Timișoary, Aradu, Lugoju i Caransebeșu. Głównym celem były budynki zajmowane przez siły bezpieczeństwa, przede wszystkim regionalnego dowództwa Securitate w Timișoarze. Zamierzano przeprowadzić akcje sabotażowe na drogach i liniach kolejowych, aby wstrzymać ruch wojska i oddziałów bezpieczeństwa. Gromadzono duże ilości broni i amunicji. Starano się też skutecznie uzyskać poparcie dla planowanej akcji zbrojnej okolicznych chłopów. Zadaniem 7-osobowej grupy pod osobistym dowództwem I. Tănase było zabicie komunistycznych ministrów Any Pauker i Vasile Lucy, którzy mieli przybyć do Timișoary 6 marca 1949 r. Do współpracy pozyskano Eugena Petruca, komendanta milicji w okręgu Temesz. Tego typu przygotowania nie mogły jednak ujść uwagi organów bezpieczeństwa. Przed planowanym wybuchem walki doszło w lutym do masowych aresztowań członków organizacji Zwolennicy Wielkiej Rumunii i osób z nimi współpracujących. Ogółem aresztowano 208 osób, w tym I. Tănase. Wielu z nich zostało skazanych na karę śmierci.